# 永邵卜大成台吉
永邵卜大成台吉（16世纪—1596年），又作恩克跌儿歹成台吉、瓦剌它卜囊，孛儿只斤氏。16世纪蒙古右翼永谢布部万户領主，达延汗第三子巴尔斯博罗特之孙，博迪达喇的长子。名恩克德力根，号「大成台吉」（Daičin taiǰi），因为是卫拉特人的女婿故名「瓦剌塔布囊」。
继承父亲领永谢布万户，驻牧于大青山北面。隆庆五年（1571年），明朝和俺答汗达成封贡协议，明朝封他为指挥同知，隆庆六年（1572年），升都督同知。他管束部众，按期与明朝互市。万历四年（1576年）明朝封他为龙虎将军。后来和明朝有冲突。万历六年（1578年），跟随俺答汗入青海迎接格鲁派高僧索南嘉措。俺答东返土默特，大成台吉留在青海，主持仰华寺。万历八年（1580年）后，作为瓦剌的女婿，称为瓦剌它卜囊，他在青海、甘肃等地游牧，联合火落赤，攻打明朝边境，被朝廷革除市赏。万历二十三年（1595年），在西宁被明军击败。万历二十四年（1596年），想要报西宁之仇，兴兵反明，再次大败。有三子：恩克七庆台吉、挨生台吉、我焦敬台吉。